# Geografija Azerbajdžana
Azerbajdžan leži v Zakavkazju. Tri fizične lastnosti prevladujejo v državi: Kaspijsko jezero, katerega obala predstavlja naravno mejo proti vzhodu, Visoki Kavkaz na severu in obsežne ravnice v središču države. Azerbajdžan ima skupno površino približno 86.600 kvadratnih kilometrov, kar je manj kot 0,5 % površine nekdanje Sovjetske zveze. Med tremi zakavkaškimi državami ima največje kopensko območje. Posebni upravni enoti sta Nahičevanska avtonomna republika, ki je od preostalega Azerbajdžana ločena z Armenijo in avtonomna regija Gorski Karabah, ki je v celoti znotraj Azerbajdžana. O statusu slednje se je pogajalo leta 1994.
Azerbajdžan meji na Kaspijsko jezero na vzhodu, Gruzijo in Rusijo na severu, Iran na jugu in Armenijo na jugozahodu in zahodu. Manjši del Nahičevana meji tudi na severozahod Turčije. Glavno mesto je starodavno mesto Baku, ki ima največje in najboljše pristanišče na Kaspijskem jezeru in je že dolgo središče naftne industrije.

## Topografija in vode
Nadmorska višina se spreminja na razmeroma kratki razdalji od nižin do visokogorja; skoraj polovica države velja za gorsko. Pomembne fizične lastnosti so nežno valoviti griči subtropske jugovzhodne obale, ki so poraščeni s čajnimi nasadi, oranžnimi nasadi in nasadi limon, številni blatni vulkani in mineralni izviri v soteskah gore Kobustan v bližini Bakuja in obalni teren, ki leži kar 28 m pod jezersko gladino.
Razen vzhodne kaspijske obale in nekaterih območij, ki mejijo na Gruzijo in Iran, Azerbajdžan obkrožajo gore. Na severovzhodu, ki meji na rusko Dagestansko avtonomno republiko, je območje Visokega Kavkaza; zahodno, ki meji na Armenijo, je območje Malega Kavkaza. Na skrajnem jugovzhodu Tališki masiv predstavlja del meje z Iranom. Najvišje se gore povzpnejo na Visokem Kavkazu, kjer se gora Bazardüzü dağı dviga 4466 m nad morjem. Iz Kavkaza se spušča osem velikih rek v osrednje Kura-Araske nižine, sedimentne ravnice in območja nizke delte vzdolž jezerske obale; Kura in njen glavni pritok Aras. Kura, najdaljša reka na območju Zakavkazja, tvori delto in se izliva v Kaspijsko jezero ne daleč od sotočja z Arasom. Mingečavrsko zajezitveno jezero, s površino 605 kvadratnih kilometrov, je največje vodno telo v Azerbajdžanu in je nastalo z zajezitvijo Kure. Vode zagotavljajo vodo hidroelektrarni in za namakanje. Večina rek v državi ni plovna. Približno 15 % zemljišč v Azerbajdžanu je obdelovalnih površin.

## Gore
Azerbajdžan je skoraj obdan z gorami. greben Visokega Kavkaza z najvišjimi vrhovi države leži na severu ob meji z Rusijo in poteka jugovzhodno do Apšeronskega polotoka v Kaspijskem jezeru. Najvišji vrh države, Bazardüzü dağı, se v tem območju v bližini azerbajdžansko-ruske meje povzpne na 4485 m. Območje Malega Kavkaza, z višino do 3500 m, leži zahodno ob meji z Armenijo. Tališki masiv je del meje z Iranom na jugovzhodnem koncu države.
V pogorje Kobustan, ki je v bližini Bakuja, so vklesane globoke struge, iz katerih izhajajo mehurčki blatnih vulkanov in mineralni izviri.

## Podnebje
Podnebje se spreminja od subtropskega in vlažnega na jugovzhodu do subtropskega in suhega v osrednjem in vzhodnem Azerbajdžanu. Ob obalah Kaspijskega jezera je zmerno, višje gore pa so na splošno hladne. Baku ima blago vreme, ki znaša januarja povprečno 4 ° C in julija 25 ° C.
Fiziografske razmere in različna kroženja ozračja omogočajo 8 vrst zračnih tokov, vključno s celinskimi, morskimi, arktičnimi in tropskimi tokovi zraka, ki oblikujejo podnebje republike. Najvišje letne padavine padejo v Lenkeranu (1600 do 1800 mm.), Najmanj pa v Apšeronu (200 do 350 mm).

## Geologija
Geologija je sestavni del alpidske orogeneze. Sedimentna nahajališča, ki zajemajo jugozahodne dele Visokega in Malega Kavkaza, vključno s koritom reke Kure, kot tudi srednje- in južno-kaspijska kotlina, sestavljajo raznovrstni sistemi. Debelina zemeljske skorje v Azerbajdžanu se giblje od 38 do 55 km. Največja debelina je opažena na območju Malega Kavkaza, medtem ko je najmanjša debelina značilna za vznožje Tališkega masiva. Območje je sestavljeno iz sedimentnih, vulkansko-sedimentnih, vulkanskih in zemeljskih nahajališč, ki zajemajo skoraj celoten stratigrafski razpon od predkambrijske do holocenske dobe.
Azerbajdžan je bogat z rudninami in fosilnimi elementi. Rude in rudni minerali so razširjeni večinoma na gorskih območjih, fosilna goriva na planotah in v južnem Kaspijskem bazenu. To je povzročilo razvoj rudarstva na zahodu in naftno-plinske industrije na vzhodu.

### Fosilni viri
Viri fosilnih goriv v Azerbajdžanu predstavljajo nafta, zemeljski plin, oljni skrilavci, šota, itd. Naftna industrija je najpomembnejši sektor lokalnega gospodarstva. Nafta se pridobiva z obalnih in kaspijskih naftnih polj. Zlasti Apšeronski polotok velja za najstarejšo regijo za proizvodnjo nafte na svetu. Že med 7. in 6. stoletjem pred našim štetjem so tu pridobivali nafto in jo izvažali v številne države. Od leta 1985 je bilo v Azerbejdžanu proizvedenih približno 1,2 milijarde ton surove nafte (od tega 25 % iz naftnih polj iz jezera.

### Kovinski rudni viri
Kovinske rude (magnetit in hematit) spadajo v štiri generične razrede: magmatsko segregacijo, skarno-magnetit (kontaktno-metasomatsko), hidrotermalno-metasomatsko in sedimentno.

### Nekovinski viri
Nekovinski mineralni viri igrajo pomembno vlogo v skupni bilančni vsoti Azerbajdžana. V to skupino surovin spadajo kamena sol, sadra, anhidrit, galun, bentonitna glina, gradbeni materiali, pirit, borat, dragulji, dolomit, islandski kristal, itd.

### Podzemne vode
Podzemna voda velja za enega najpomembnejših naravnih virov. Zaradi razlik v kemični sestavi spadajo v več vrst, na primer, pitne, medicinske vode in vode, ki se uporabljajo v različnih industrijskih sektorjih.

### Blatni vulkani
Ocenjujejo, da v vzhodnem Azerbajdžanu in v Kaspijskem jezeru deluje 300 od 700 blatnih vulkanov na planetu.
V lokalnem jeziku so blatni vulkani znani tudi kot pilpila, yanardag, bozdagh, ahtarma, gaynarja, itd. Blatni vulkani so na Apšeronskem polotoku, Gobustanu, jugovzhodni ravnini Širvan, Samur -Davači planoti in obeh arhipelagih. Največji so Galmas, Toragay, Veliki Kanizadag, itd.
Leta 2001 je bil en blatni vulkan, 15 kilometrov od Bakuja, na naslovnicah po svetu, ko je nenadoma začel bruhati plamen 15 metrov visoko. visoko.

### Seizmičnost
Prvo potresno postajo v Azerbajdžanu je ustanovil E. Babel kmalu po letu 1902 v Bakuju. Nato so bile postavljene potresne postaje na različnih območjih po državi (Balahani, Zurnabd, Šamahi, Gandža, Nahičevan, Lankaran, Čilov otok in Mingečevir).
Azerbajdžan je že od antičnih časov doživljal uničujoče potrese. Prva poročila o »splošno uničujočem dogodku, ki je uničil vsa mesta in vasi«, segajo v leto 427. Leta 1139 se je v Azerbajdžanu zgodil uničujoč potres z magnitudo 9. Mesto Gandža je bilo uničeno v celoti,  poročali so o hudih žrtvah. Jezero Gojgol je nastalo kot posledica istega potresa.
V 19. stoletju je mesto Šamahi doživelo več uničujočih potresov. Številni od njih, ki so se zgodili v letih 1856, 1861 ter 1872 in 1902 in veljajo za najmočnejše in najbolj uničujoče, so ocenili, da imeli intenzivnost 7 – 10.

## Podatki
Površina
- Skupaj: 86.600 km² - 113. na svetu
- Kopno: 82.629 km²
- Vode: 3971 km²
- Opomba: Vključuje eksklavo Nahičevan in pokrajino Gorski Karabah; avtonomijo regije je azerbajdžanski vrhovni sovjet 26. novembra 1991 ukinil.

Meje
- Skupa: 2.468 km
- Države: Armenija (z Azerbajdžanom) 566 km, Armenija (z Nahičevanom) 221 km, Gruzija 428 km, Iran (Azerbajdžanom) 432 km, Iran (z Nahčevanom) 700 km, Rusija 338 km, Turčija 17 km

Obala
Večinoma je zaprt, ima pa 713 km obale s Kaspijskim jezerom.
Teren
- velika, ravna nižina (večji del pod morsko gladino) z Visokim Kavkazom na severu, višavjem na zahodu

Ekstremne točke
- Najnižja točka: -28 m Kaspijsko jezero
- Najvišja točka: Bazarduzu Dagi 4485 m (na meji z Rusijo)
- Najvišji vrh samo na območju Azerbajdžana: Šah Dagi 4243 m

### Otoki
Bulla, Çikil, Çilov, Gil, Glinyaniy, Nargin, Pirallahı, Qara Su, Qum, Səngi Muğan, Vulf, Zənbil